# St.-Aegidien-Kirche (Hann. Münden)

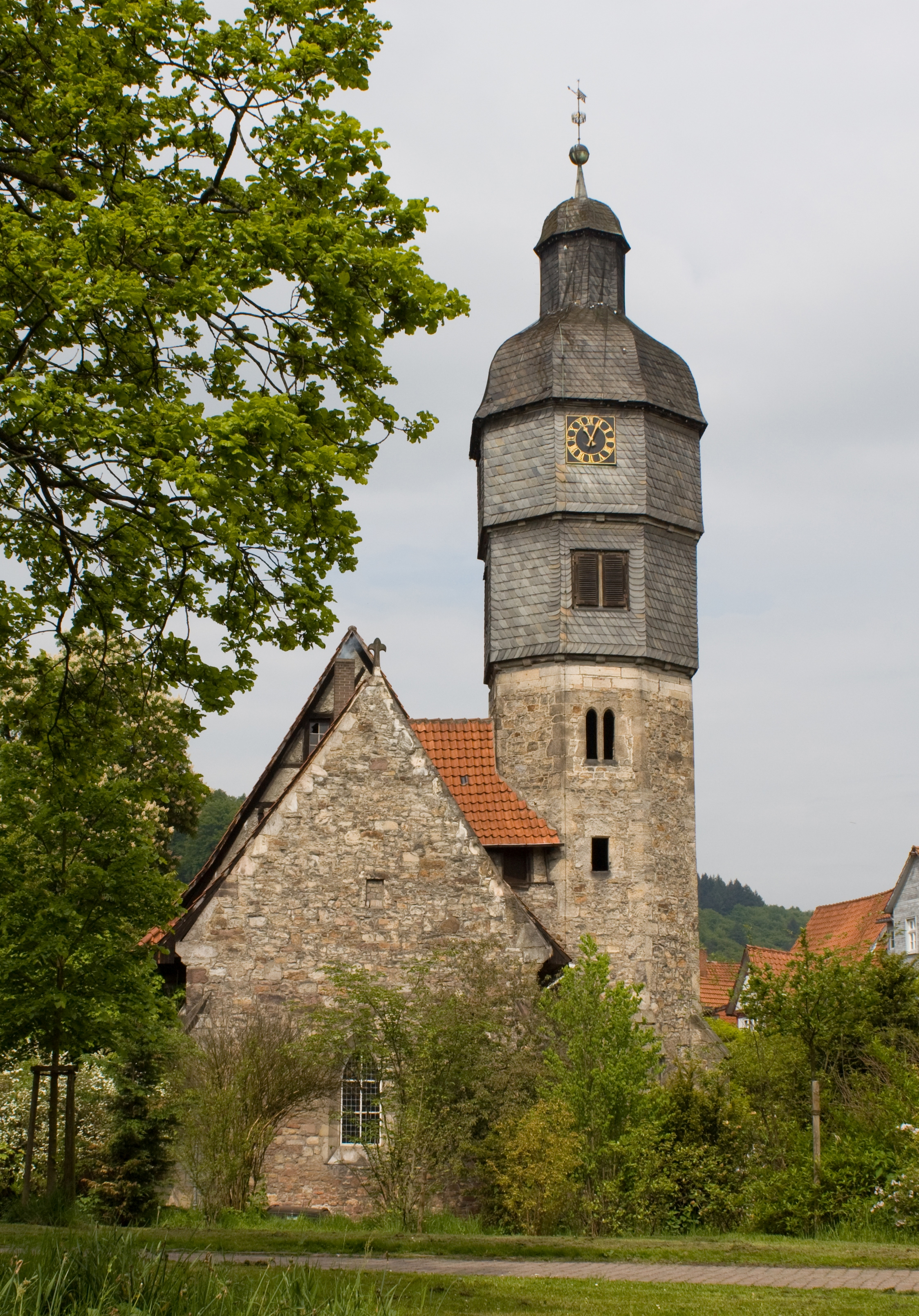
St.-Aegidien-Kirche

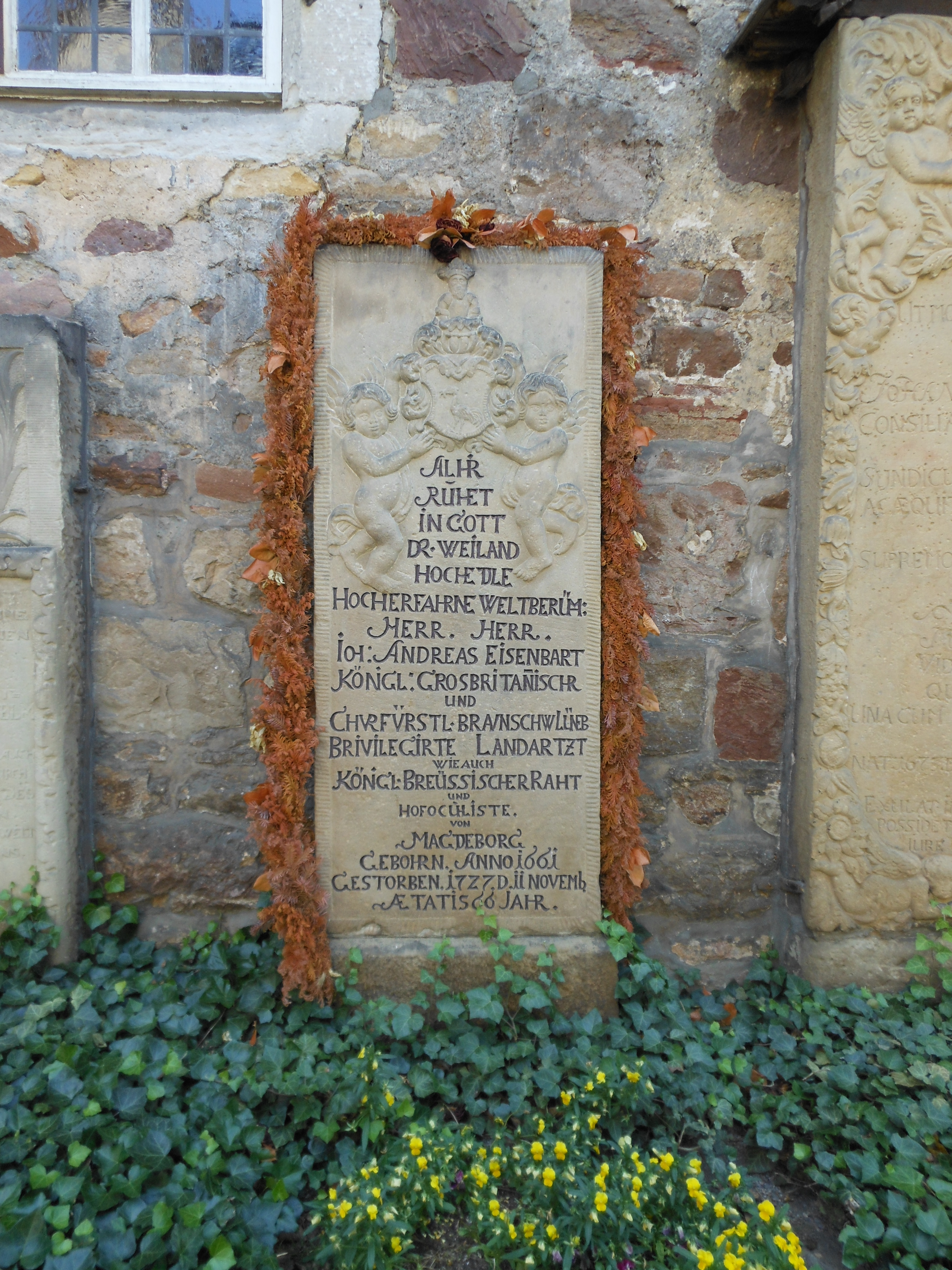
Epitaph für „Doktor Eisenbarth“ an der Außenwand der Kirche

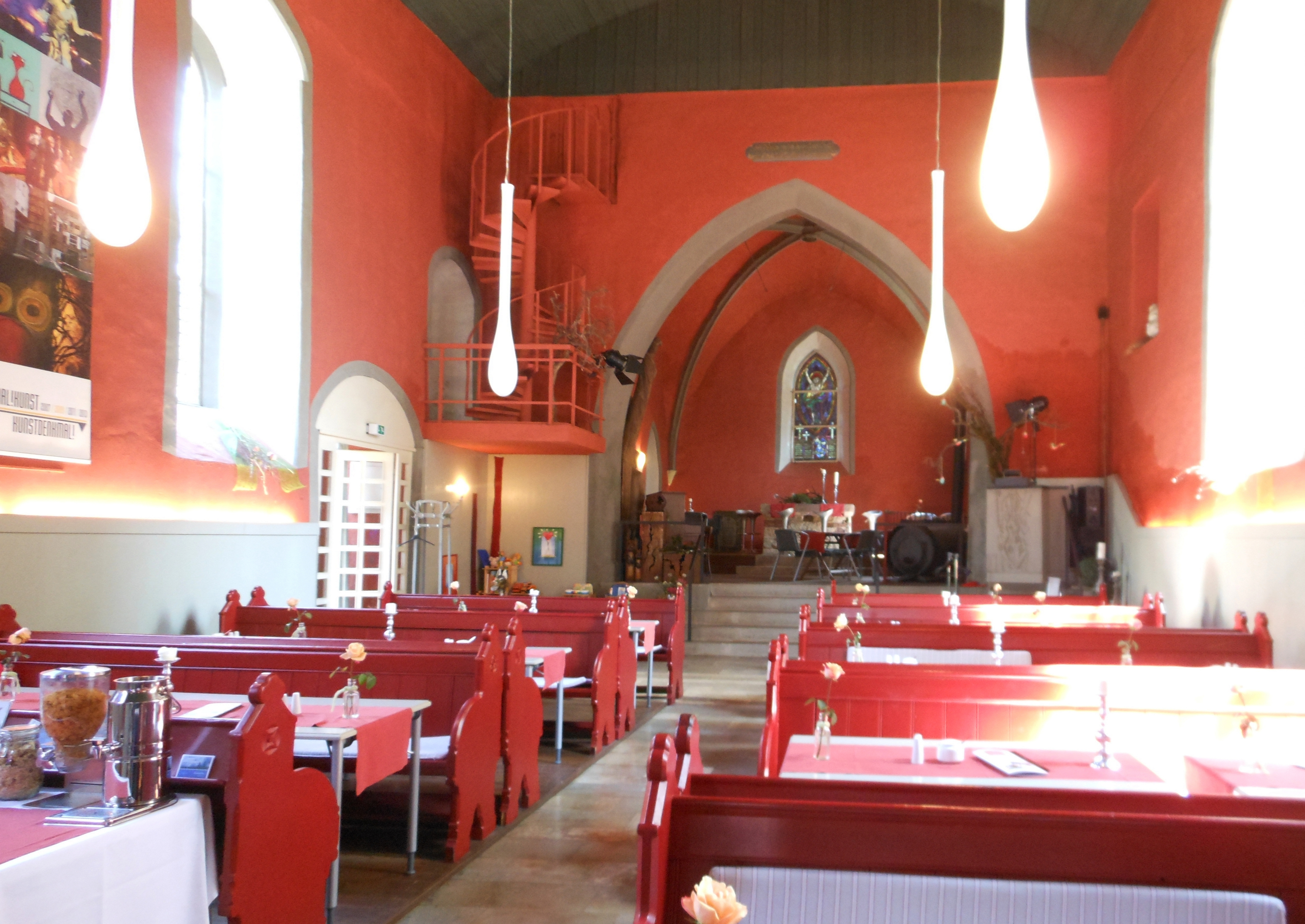
Café Aegidius (2013)

Die St.-Aegidien-Kirche ist die kleinere der beiden historischen Altstadtkirchen von Hann. Münden im Landkreis Göttingen. Das in seiner heutigen Gestalt größtenteils aus dem 17. und 18. Jahrhundert stammende Gotteshaus wurde im Jahr 2006 entwidmet. Von 2010 bis 2018 beherbergte es das Café Aegidius.

## Geschichte
Der erste Vorgängerbau der heutigen Kirche war eine kleine Kapelle von 6 × 9 Meter Ausdehnung im Innenmaß aus romanischer Zeit, deren Reste 1964 bei einer Ausgrabung im Kircheninneren entdeckt wurden. Sie wurde auf einem hochwassersicheren Platz errichtet. Sie wurde im 13. Jahrhundert durch einen gotischen Bau ersetzt, von dem das Kreuzgewölbe im Altarraum und in der Sakristei noch erhalten sind. Mit der Einführung der Reformation durch Herzogin Elisabeth und Antonius Corvinus in den 1540er Jahren wurde die Aegidienkirche lutherisch.
Bei der blutigen Eroberung Mündens durch den kaiserlichen Feldherrn Johann T’Serclaes von Tilly im Jahr 1626 zerstörte die Explosion eines Pulverturms die Kirche. Nur der Chor und die Sakristei blieben erhalten. Als die schlimmsten Folgen des Dreißigjährigen Kriegs überwunden waren, konnte 1684 ein neues Langhaus mit Tonnengewölbe gebaut werden. 1729 folgte die Aufstockung des Turms in Fachwerkbauweise und Schieferdeckung. Eine Glocke wurde erst nach dem Deutsch-Französischen Krieg eingehängt.
1727 starb „Doktor Eisenbarth“ auf Behandlungsreise in Hann. Münden und wurde in der Gruft der Aegidienkirche beigesetzt. Sein Epitaph befindet sich seit dem 19. Jahrhundert an der südlichen Außenwand der Kirche.
Nach dem Wiederaufbau fungierte St. Aegidien zugleich als Garnisonkirche. Im 19. Jahrhundert bekam sie eine Orgel.
Mit der Verlagerung des Bevölkerungsschwerpunkts aus der Altstadt in die neuen Stadtteile und der Entstehung neuer evangelischer Gemeindezentren verlor die Aegidienkirche, nur wenige Straßenzüge von St. Blasii entfernt, mehr und mehr ihre Funktion. 1974 wurde sie der Stadtkirchengemeinde zugeschlagen. Am 22. November 2006 wurde sie im Rahmen eines Abendgottesdienstes entwidmet. Das Gebäude ging ins Eigentum der Stadt über. Die Janke-Orgel von 1962 wurde nach Lindau (Bodensee) verkauft. Zur Ausstattung gehörte ein Flügelaltar aus dem Anfang des 16. Jahrhunderts eines unbekannten Meisters aus der Donauschule.
Im Jahr 2008 kaufte der Besitzer des gegenüberliegenden Hotels Aegidienhof die Kirche. Er gestaltete sie unter Berücksichtigung des sakralen Raumcharakters und weitgehender Verwendung der originalen Einrichtung zum Café Aegidius um, das im November 2018 geschlossen wurde. Seit 2020 verbindet die Stiftung St-Aegidien-Kirche Gebet und Café in dem Raum.